# Direction générale de l'Environnement
La direction générale de l'Environnement (aussi appelé DG Environnement) est un département de la Commission européenne qui assiste le commissaire européen à l'Environnement dans ses activités.

## Compléments